# Коммунарск (станция)
Коммуна́рск (укр. Комунарськ) — внеклассная пассажирская и грузовая железнодорожная станция в городе Алчевске Луганской области на электрифицированной железнодорожной ветке Дебальцево — Луганск Донецкой железной дороги.
Расположена в северной части города Алчевска на территории, примыкающей к Алчевскому металлургическому комбинату (АМК). От центральной части города отделена территорией АМК, под которой проложен тоннель для обеспечения проезда транспорта и прохода пешеходов.
Возле вокзала находится кольцо трех троллейбусных маршрутов — 3, 8 и 10, а также остановка маршрутных такси.
Железнодорожная станция Юрьевка  Донецкой железной дороги, первоначально была расположена вблизи одноименного села и горно-промышленного общества купца А. К. Алчевского. После его трагической смерти станция была переименована и перенесена к Екатерининскому заводу ДЮМО.

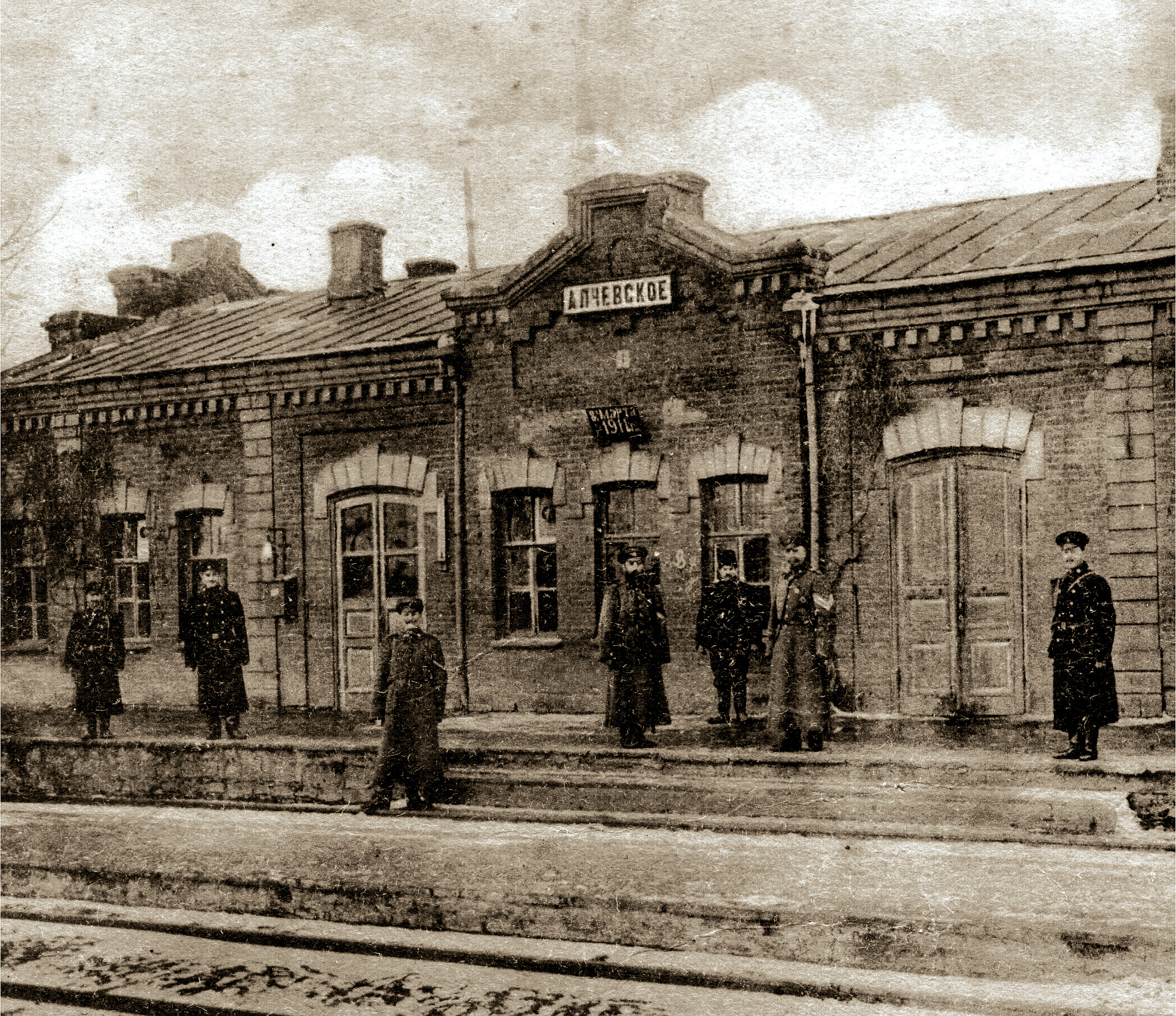
Фото вокзала 1911 года